# 伊朗—沙烏地阿拉伯關係

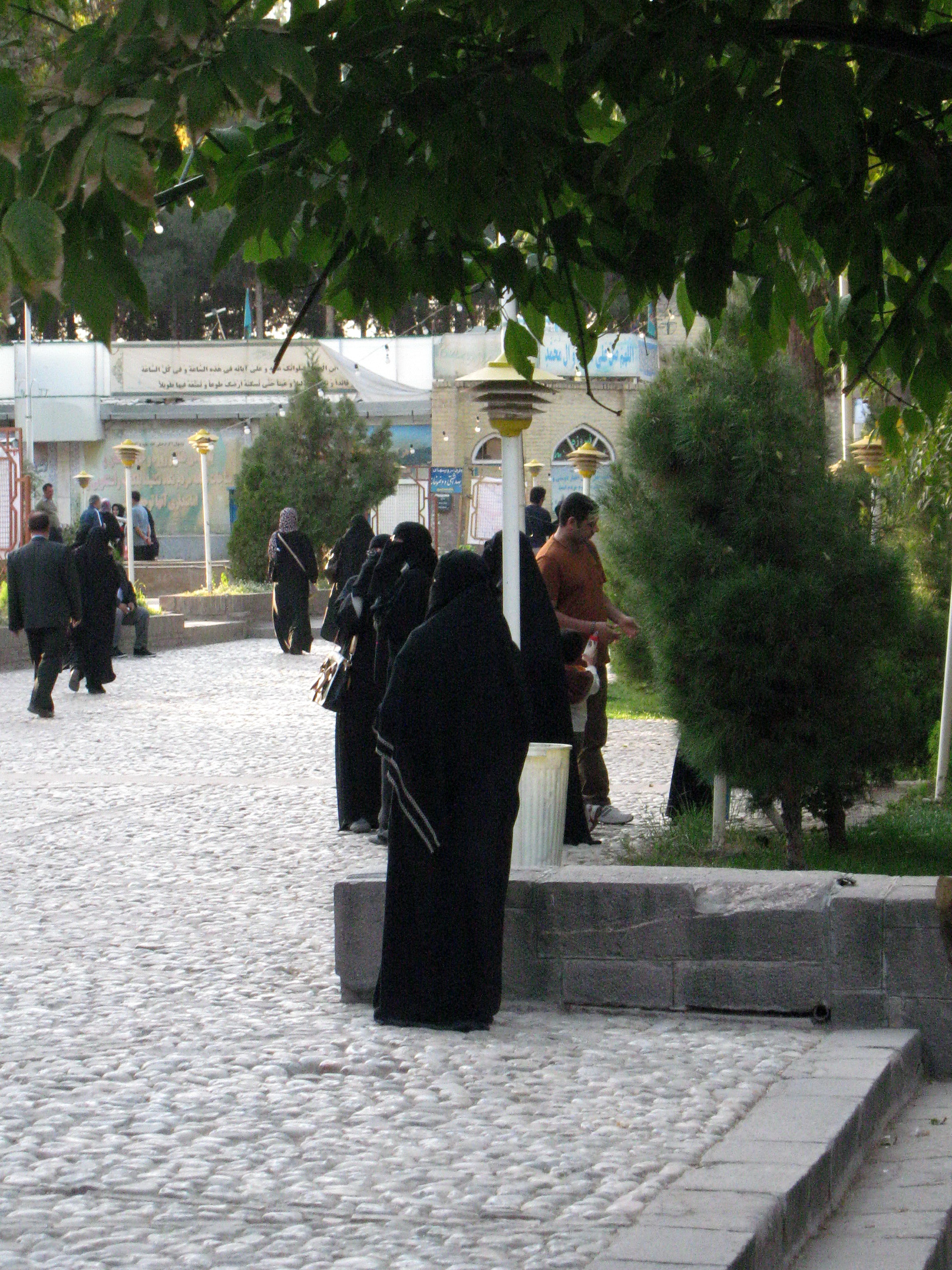
在伊朗內沙布爾的沙特阿拉伯什叶派朝觐者

伊沙关系，又称沙伊关系（阿拉伯语：‎，波斯語：‎），是指伊朗伊斯蘭共和國和沙烏地阿拉伯王國之间的外交关系。雙方關係极为复杂，两国针对不同的地緣政治問題存在分歧，如對伊斯蘭教的解讀，對伊斯蘭世界领导权（遜尼派和什叶派）的争夺，石油出口政策以及與美國和其他西方國家的關係。雖然沙特阿拉伯和伊朗都是穆斯林多數國家，遵循《古兰经》中的教义进行統治，但由於政治議程的差異，以及信仰分歧加深，双方關係充斥着敵對，緊張和對抗。沙特阿拉伯是1932年建立的伊斯兰现代主义君主制国家，具有第二次世界大战后与美国和英国关系密切的传统。同时作为遜尼派为多数，且为伊斯兰教发源地的国家，在穆斯林世界中的逊尼派有极大的影响力。现代伊朗以前是一个成立于1925年的十二伊玛目什叶君主立宪制国家，同时作为什叶派为多数的国家，同样在穆斯林世界中的什叶派有极大的影响力。曾经这两个国家在美苏冷战中都与西方集團结盟，以防止苏联在这些国家的影响力。不过在1979年，伊朗爆发了伊朗伊斯兰革命后，其政治制度成为由“最高领袖”统治的，将神权政治和民主选举相结合的伊斯兰共和国，与西方关系开始交恶。沙特阿拉伯和伊朗都被視為對伊斯蘭教的領導願望，對穩定和區域秩序有著不同的看法。
其中，沙烏地阿拉伯傾向於美國、英國、歐盟結盟，伊朗傾向於中國、俄羅斯結盟。作为主要的石油和天然气出口国，两国在能源政策上有所冲突。沙特阿拉伯由于自身拥有较大的石油储备，且人口较少，更注重自身在国际石油市场上的长远利益。相比之下，伊朗與薩達姆的伊拉克十年戰爭的创伤与西方国家对伊朗的制裁使得伊朗在短期內倾向于追求高油價。
2016年1月4日，作为逊尼派大国的沙特阿拉伯处决了一名什叶派穆斯林神职人员，事件引发伊朗国内抗议和示威活动。其中沙特驻伊朗大使馆和駐馬什哈德领事馆遭到示威者的冲击和洗劫，事件发生后沙特同伊朗断交。
2016年2月14日，瑞士外交部宣布，该国将利用己方在沙特和伊朗的外交使馆为双方搭建起交流平台。 自从1979年伊朗伊斯蘭革命外交紧张以来，瑞士一直充当伊朗同埃及、美国之间的协调者。
2023年3月10日，在中华人民共和国政府居中斡旋下，沙特阿拉伯和伊朗的代表团于北京市进行4天的会谈后同意復交。2023年6月6日和7日，伊朗驻沙特使领馆以及伊朗驻伊斯兰合作组织代表处陆续重新开放。

## 雙方外交沿革

### 巴列维王朝时期
1955年8月，沙特国王首次对伊朗巴列维王朝进行了国事访问，之后发表了联合公报，重申两国之间的友谊，呼吁更多合作。在访问期间，沙特国王极力劝说伊朗不要加入巴格达条约组织，然而在10月伊朗加入了该条约，影响了双边关系。1957年3月，巴列维国王对沙特进行回访，期间巴列维国王建议签订一份共同防卫条约，沙特方面拒绝了这一建议。
此后，双方联合谴责埃及纳赛尔应负把苏联引入该地区的责任；在1958年黎巴嫩危机、1962年也门政变（北也门内战的开端）、沙特要求布莱米绿洲主权问题上，伊朗同沙特均站在同一立场。1965年之后，伊朗同沙特方面又进行了情报方面的合作，协调反对纳赛尔。1967年第三次中东战争爆发，巴列维国王站在了阿拉伯人这边，公开谴责以色列，要求以方撤军。费萨尔国王于1967年12月对伊朗进行国事访问，提高了双边关系，双方还决定定期举行两国外长会谈机制。

### 伊斯蘭共和國時期
1979年伊朗伊斯蘭革命之後， 伊朗谴责沙特阿拉伯成为美国在波斯湾地区的代理人，代表美国的利益而非伊斯兰的利益，双边关系日趋恶化。
沙特则担心伊朗在海湾地区输出革命以增加其影响力，尤其是在后萨达姆时代的伊拉克，黎凡特地区及其南部的冲突争议多于伊朗的核问题。除前述地緣衝突外，2011年伊朗谋杀事件 以及尼姆爾·尼姆爾处决案等刑事糾紛也恶化了双边关系。 雖然双方都尝试过改善外交，但自1991年海湾战争至90年代末，伊沙之間的矛盾並没有得到解決。
2007年3月， 時任伊朗總統的内贾德出访沙國，阿卜杜拉国王在首都利雅德的机场迎接，媒体称两国为“兄弟之邦”。

#### 交恶
2011年3月以后，在叙利亚内战期间，伊朗在财政和军事上支持叙利亚政府，这对双边关系造成了重大打击。
2016年1月3日，沙特出生的什叶派谢赫尼姆爾·尼姆爾遭沙方处决，随后沙特驻德黑兰大使馆遭到洗劫。这次处决在阿拉伯世界、欧盟和联合国及其他国家引起广泛的谴责，在伊朗、 伊拉克、 印度、 黎巴嫩、巴基斯坦以及土耳其的城市爆发了游行抗议活动。在大使馆事件后，沙特方面断绝了与伊朗的外交关系，沙特外交部长表示，所有在伊外交官将在48小时内撤离伊朗。
不同的意识形态与统治手段也使两国产生了分歧。伊朗伊斯兰共和国基于霍梅尼主义，该主义认为需要一个法基赫 （伊斯兰法学家）监管穆斯林信徒，他们的统治与国籍无关。伊朗最高领袖是什叶派法基赫。 1979伊朗革命的领导者霍梅尼，在意识形态上反对君主制， 他认为君主制不符合伊斯兰教义。另一边，沙特阿拉伯的君主，仍然坚持保守，缺乏革命性，并且在政治上结合了古老的部落宗教以及君主制 （即两圣地守护者） 而被赋予了绝对的权力，只要他没有违反沙里亞法 。然而，什葉派在沙特阿拉伯是一個伊斯蘭少數民族，沙特阿拉伯對在制度上对其进行歧視，特別是在2007年伊拉克治理改革以及2011年伊朗谋杀事件之後。 伊朗有时甚至呼吁推翻君主及其整个统治体系。

#### 调停与恢复友好
各国努力使兩國在危機後的關係正常化，這是由尼姆爾·尼姆爾事件之後開始的。巴基斯坦總理納瓦茲·謝里夫和陸軍參謀長拉希勒·谢里夫（Raheel Sharif）訪問了利雅得和德黑蘭。謝里夫和平使團在沙特阿拉伯訪問伊斯蘭堡進行了高級別訪問後開始。
巴基斯坦的反對派領導人伊姆兰·汗也訪問了伊朗和沙特阿拉伯的大使館，並於2016年1月8日在伊斯蘭堡會晤了他們的伊斯蘭堡領導人，以了解他們對衝突的立場。他呼籲巴基斯坦政府為解決兩國問題發揮積極作用。
伊拉克总理阿迪勒·阿卜杜勒-迈赫迪曾作为调解人，邀请伊朗至巴格达，与沙特讨论双边关系，以回应此前沙特发出的消息。伊朗伊斯兰革命卫队少将卡西姆·苏莱曼尼受邀前往，但于2020年1月3日在巴格达机场遭美国无人机暗杀身亡。
2023年3月10日，伊朗伊斯兰共和国通讯社和沙特通讯社宣布，在中华人民共和国的斡旋下，两国将在近期修复双边关系。三国还发布了三方联合声明，主要内容包括，沙特阿拉伯和伊朗“同意恢复双方外交关系，在至多两个月内重开双方使馆和代表机构；强调尊重各国主权，不干涉别国内政；双方同意两国外长举行会晤，启动上述工作，安排互派大使，并探讨加强双边关系”、“激活两国于2001年4月17日签署的安全合作协议和于1998年5月27日签署的经济、贸易、投资、技术、科学、文化、体育和青年领域总协议”。伊朗的和解条件附带要求中国帮助恢复伊朗核协议。3月19日，伊朗总统收到沙特阿拉伯国王訪問邀请。4月6日，伊朗外交部长侯赛因·阿米尔-阿卜杜拉希扬和沙特阿拉伯外交大臣费萨尔·本·法尔汉·阿勒沙特在北京举行正式会晤，中国国务委员兼外长秦刚会见了二人。这是两国外长7年多来的首次正式会晤。会晤后，秦刚见证沙伊双方签署联合声明，两国宣布即日起恢复外交关系。5月23日，伊朗當局任命伊朗驻沙特阿拉伯大使。6月6日和6月7日，伊朗駐利雅得大使館、駐吉達領事館及伊朗駐伊斯蘭合作組織代表處陸續開放。6月17日，沙特外交大臣抵访德黑兰，这是时隔十七年后首位沙特外长访伊。8月，沙特阿拉伯重新开放了驻伊朗大使馆。8月17日，伊朗外交部长抵达利雅得，这是七年来首位访问沙特的伊朗外长。9月5日，兩國大使分別前往對方國家上任。
2023年11月1日，伊朗总统赛义德·易卜拉欣·莱希抵达沙特，並準備出席在沙特首都利雅得举行的阿拉伯-伊斯兰国家领导人就加沙局势举行的联合特别峰会。这也是伊朗总统自2012年以来首次访问沙特。

## 國家資料
|               | 沙烏地阿拉伯                                        | 伊朗 |
| ------------- | --------------------------------------------------- | --- |
| 人口          | 32,742,664                                          | 80,945,718 |
| 領土          | 2,149,690 km2 (870,000 sq mi)                       | 1,648,195 km2 (636,372 sq mi)                                                                                              |
| 人口密度      | 12.3/km2 (31/sq mi)                                 | 52/km2 (124/sq mi) |
| 首都          | 利雅德                                              | 德黑兰 |
| 最大城市      | 利雅德 – 5,254,560 (6,800,000 Metro)                | 德黑兰 – 8,944,535 (14,528,365 Metro)                                                                                      |
| 政府體制      | 单一制 伊斯蘭 君主專制                              | 单一制 政教合一 伊斯兰共和国                                                                                               |
| 建國者        | 伊本·沙特                                           | 鲁霍拉·穆萨维·霍梅尼 |
| 現任國家元首  | 萨勒曼·本·阿卜杜勒-阿齐兹·阿勒沙特 (国王)           | 阿里·哈梅內伊 (最高领袖)                                                                                                   |
| 現任政府首腦  | 穆罕默德·本·薩勒曼 (王儲兼首相)                     | 易卜拉欣·莱希 (总统) |
| 語言          | 阿拉伯语                                            | 波斯语 |
| 主要宗教      | 全民信仰伊斯兰教，其中遜尼派占90% ， 什叶派 仅占10% | 伊斯兰教占98%，其中什叶派占90%， 遜尼派占8%。其他宗教占2% 。                                                               |
| 人民組成      | 90% 阿拉伯人，10% 非裔阿拉伯人                      | 55% 波斯人，16% 亞塞拜然人, 10% 庫德, 6% 鲁尔人, 4% 基垃基人, 4% 马赞德兰人, 5% 阿拉伯裔伊朗人 and ,俾路支人， 土庫曼人 等 |
| GDP (nominal) | US$ 745.273 billion (每人$24,847 )                  | US$ 566.259 billion (每人$14,403)                                                                                          |
| 國防支出      | $81.8 billion                                       | $25.0 billion |
| 貨幣          | 沙特阿拉伯里亚尔 (SR) (SAR)                         | 伊朗里亞爾 (IIR) |

## 宗教差異
沙特阿拉伯与伊朗虽然都是伊斯兰国家，但是沙特阿拉伯主要以逊尼派为主，而伊朗以什叶派为主，所以在宗教方面存在较大差异与冲突。